# Atesta ibidionoides
Atesta ibidionoides là một loài bọ cánh cứng trong họ Cerambycidae.